# Joanna Hoareau
Joanna Hoareau (sinh ngày 19 tháng 1 năm 1979) là một cựu vận động viên chạy nước rút và nhảy xa của Seychellois.
Đại diện cho Seychelles tại Đại hội thể thao toàn châu Phi năm 1999, Joanna thi đấu ở nội dung 100 mét, 200 mét và nhảy xa nữ. Mặc dù cô không giành được huy chương trong bất kỳ sự kiện nào trong số những sự kiện này, cô đã được chọn tham gia Thế vận hội Sydney năm sau, chạy trong nội dung 100 mét nữ: Hoareau hoàn thành thứ sáu ở bảy cấp độ trong thời gian 12,01 giây và không tiến vào bán kết 
Hoareau là người giữ kỷ lục quốc gia hiện tại trong cuộc tiếp sức 200 mét và 4 × 400 mét của phụ nữ.